# Anyphops fitzsimonsi
Anyphops fitzsimonsi är en spindelart som först beskrevs av Lawrence 1940.  Anyphops fitzsimonsi ingår i släktet Anyphops och familjen Selenopidae. Inga underarter finns listade i Catalogue of Life.